# 閏月戈
閏 月戈（うるう げっか）は、日本のイラストレーター。

## 同人活動
同業者の明星かがよと共にサークル「タケミカヅキ、」として同人活動を行っている。
ジャンルは東方やボーカロイドなどで、常にフルカラー本を出している。

## 主な作品

### 挿絵
- アプリコットレッド（ダッシュエックス文庫、著：北國ばらっど）
- お兄ちゃんだけど愛さえあれば関係ないよねっ（MF文庫J、著：鈴木大輔）
- 俺がお嬢様学校に「庶民サンプル」として拉致られた件（一迅社文庫、著：七月隆文）
- 俺たちは異世界に行ったらまず真っ先に物理法則を確認する（ファミ通文庫、著：藍月要）
- 学園一の不良娘がオレにゲームを作って欲しがっている（ファミ通文庫、著：雪月花）
- 原作開始前に没落した悪役令嬢は偉大な魔導師を志す 〜乙女ゲーム？ 何それ、魔術用語？〜（ファミ通文庫、著：桜木桜）
- 十面相（一迅社単行本および文庫版、原作：YM、著：鷹村コージ、監修：株式会社インターネット）
- 眠らない魔王とクロノのセカイ（GA文庫、著：明月千里）
- ヒロインな妹、悪役令嬢な私（PASH!ブックス、著：佐藤真登）
- 魔術師たちの言想遊戯（ファミ通文庫、著：一橋鶫）
- やがて魔剱のアリスベル（電撃文庫、著：赤松中学）

### アンソロジー
- 禁忌アンソロジー feroce（エンターブレイン刊）

### 漫画
- 篠崎姫乃の恋心Q＆A（『月刊ComicREX』2018年7月号 - 2020年4月号）

### エンドカード
- 僕は友達が少ないNEXT（第9話）